# Dylan McGeouch
Dylan McGeouch (Glasgow, 15 gennaio 1993) è un calciatore scozzese, di ruolo centrocampista del Carlisle Utd.

## Biografia
McGeouch crebbe a Milton, un distretto di Glasgow, tifando Celtic.

## Caratteristiche tecniche
McGeouch è un centrocampista offensivo che all'occorrenza può essere anche impiegato da ala.

## Carriera

### Club

#### Gli inizi
McGeouch cominciò la carriera nelle giovanili del Celtic. Passò poi ai Rangers, ma nel 2011 tornò al Celtic: Neil Lennon lo convinse infatti quando andò a trovarlo a casa sua. Fu così inutile l'appello di Walter Smith, manager dei Rangers, che voleva trattenerlo con sé.

#### Celtic
Debuttò per la prima squadra del Celtic in data 6 novembre 2011, subentrando a Giōrgos Samaras nella vittoria per 1-2 sul campo del Motherwell. Il 26 novembre arrivò la seconda presenza, in occasione di una sfida contro il St. Mirren. Nel corso della stessa partita, segnò la prima rete nel campionato scozzese: dopo una lunga corsa palla al piede, in cui scartò diversi giocatori, depositò la sfera in rete con il piede sinistro, sancendo il 5-0 finale.

### Nazionale
Il 17 aprile 2012, ricevette la prima convocazione nella Scozia under 21, in occasione di una sfida contro l'Italia under 21.
Nel 2018 venne convocato dalla nazionale maggiore per le amichevoli contro Perù e Messico.

## Statistiche

### Presenze e reti nei club
Statistiche aggiornate al 12 febbraio 2019.
| Stagione          | Club              | Campionato        | Campionato | Campionato | Coppe nazionali | Coppe nazionali | Coppe nazionali | Coppe continentali | Coppe continentali | Coppe continentali | Altre coppe | Altre coppe | Altre coppe | Totale | Totale |
| Stagione          | Club              | Comp              | Pres       | Reti       | Comp            | Pres            | Reti            | Comp               | Pres               | Reti               | Comp        | Pres        | Reti        | Pres   | Reti   |
| ----------------- | ----------------- | ----------------- | ---------- | ---------- | --------------- | --------------- | --------------- | ------------------ | ------------------ | ------------------ | ----------- | ----------- | ----------- | ------ | ------ |
| 2011-2012         | Celtic            | SPL               | 6          | 1          | SC+CdL          | 2+0             | 0               | UEL                | -                  | -                  | -           | -           | -           | 8      | 1      |
| 2012-2013         | Celtic            | SPL               | 11         | 1          | SC+CdL          | 2+1             | 0               | UCL                | 0                  | 0                  | -           | -           | -           | 14     | 1      |
| 2013-gen. 2014    | Celtic            | SPL               | 1          | 0          | SC+CdL          | 0+1             | 0               | UCL                | 1                  | 0                  | -           | -           | -           | 3      | 0      |
| feb.-giu. 2014    | Coventry City     | FL1               | 8          | 0          | FACup+CdL       | -               | -               | -                  | -                  | -                  | FLT         | -           | -           | 8      | 0      |
| ago. 2014         | Celtic            | SP                | 1          | 0          | SC+CdL          | -               | -               | UCL                | -                  | -                  | -           | -           | -           | 1      | 0      |
| Totale Celtic     | Totale Celtic     | Totale Celtic     | 19         | 2          |                 | 6               | 0               |                    | 1                  | 0                  |             | -           | -           | 26     | 2      |
| set. 2014-2015    | Hibernian         | SC                | 20+2       | 2+0        | SC+CdL          | 3+1             | 1+0             | -                  | -                  | -                  | -           | -           | -           | 26     | 3      |
| 2015-2016         | Hibernian         | SC                | 19+4       | 0          | SC+CdL          | 4+3             | 0               | -                  | -                  | -                  | -           | -           | -           | 30     | 0      |
| 2016-2017         | Hibernian         | SC                | 18+4       | 0          | SC+CdL          | 1+0             | 1+0             | -                  | -                  | -                  | -           | -           | -           | 23     | 1      |
| 2017-2018         | Hibernian         | SP                | 31+4       | 0          | SC+CdL          | 1+6             | 0               | -                  | -                  | -                  | -           | -           | -           | 42     | 0      |
| Totale Hibernian  | Totale Hibernian  | Totale Hibernian  | 102        | 2          |                 | 19              | 2               |                    | -                  | -                  |             | -           | -           | 121    | 4      |
| 2018-2019         | Sunderland        | FL1               | 22         | 0          | FACup+CdL       | 2+0             | 0               | -                  | -                  | -                  | FLT         | 6           | 0           | 30     | 0      |
| 2019-gen. 2020    | Sunderland        | FL1               | 8          | 0          | FACup+CdL       | 1+2             | 0               | -                  | -                  | -                  | FLT         | 1           | 0           | 12     | 0      |
| Totale Sunderland | Totale Sunderland | Totale Sunderland | 30         | 0          |                 | 5               | 0               |                    | -                  | -                  |             | 7           | 0           | 42     | 0      |
| gen.-giu. 2020    | Aberdeen          | SP                | 7          | 0          | SC+CdL          | 2+0             | 0               | -                  | -                  | -                  | -           | -           | -           | 9      | 0      |
| 2020-2021         | Aberdeen          | SP                | 15         | 0          | SC+CdL          | 1+0             | 0               | UEL                | 3                  | 0                  | -           | -           | -           | 19     | 0      |
| 2021-2022         | Aberdeen          | SP                | 14         | 0          | SC+CdL          | 0+1             | 0               | UECL               | 2                  | 0                  | -           | -           | -           | 17     | 0      |
| Totale Aberdeen   | Totale Aberdeen   | Totale Aberdeen   | 36         | 0          |                 | 4               | 0               |                    | 5                  | 0                  |             | -           | -           | 45     | 0      |
| Totale            | Totale            | Totale            | 195        | 4          |                 | 34              | 2               |                    | 6                  | 0                  |             | 7           | 0           | 242    | 6      |

### Cronologia presenze e reti in nazionale
| Cronologia completa delle presenze e delle reti in nazionale ― Scozia | Cronologia completa delle presenze e delle reti in nazionale ― Scozia | Cronologia completa delle presenze e delle reti in nazionale ― Scozia | Cronologia completa delle presenze e delle reti in nazionale ― Scozia | Cronologia completa delle presenze e delle reti in nazionale ― Scozia | Cronologia completa delle presenze e delle reti in nazionale ― Scozia | Cronologia completa delle presenze e delle reti in nazionale ― Scozia | Cronologia completa delle presenze e delle reti in nazionale ― Scozia |
| Data                                                                  | Città                                                                 | In casa                                                               | Risultato                                                             | Ospiti                                                                | Competizione                                                          | Reti                                                                  | Note                                                                  |
| --------------------------------------------------------------------- | --------------------------------------------------------------------- | --------------------------------------------------------------------- | --------------------------------------------------------------------- | --------------------------------------------------------------------- | --------------------------------------------------------------------- | --------------------------------------------------------------------- | --------------------------------------------------------------------- |
| 29-5-2018                                                             | Lima                                                                  | Perù                                                                  | 2 – 0                                                                 | Scozia                                                                | Amichevole                                                            | -                                                                     | 77’                                                                   |
| 3-6-2018                                                              | Città del Messico                                                     | Messico                                                               | 1 – 0                                                                 | Scozia                                                                | Amichevole                                                            | -                                                                     |                                                                       |
| Totale                                                                |                                                                       | Presenze                                                              | 2                                                                     |                                                                       | Reti                                                                  | 0                                                                     |                                                                       |

## Palmarès

### Club

#### Competizioni nazionali
- Campionato scozzese: 1

Celtic: 2012-2013
- Coppa di Scozia: 1

Hibernian: 2015-2016
- Scottish Championship: 1

Hibernian: 2016-2017